# اولگ کانونوف
اولگ جورجیویچ کانونوف (روسی: Олег Георгиевич Кононов، متولد 23 مارس 1966) یک مربی فوتبال روسی و در گذشته یک بازیکن بوده‌است. او مدیر فدراسیون اسپارتاک مسکو است.

## بازی حرفه ای
اولگ کونوفف فوتبال را در کشور روسیه در اسکار اسمولنسک در سال ۱۹۸۳ آغاز کرد.
او بعداً به بلاروس منتقل شد، جایی که او تا سال ۱۹۹۹ برای باشگاه‌های مختلف بازی می‌کرد.
در سال ۱۹۹۸ او به عنوان بازیکن برتر لیگ برتر بلاروس سال شناخته شد. او در Vimpelvec بازی کرد و در لیگ برتر بلاروس جایگاه دوم را کسب کرد.

## مدیریت حرفه ای

### باشگاه فوتبال شریف تیراسپول
کونوفوف بزرگترین افتخار خود را به عنوان یک مربی به دست آورد، در حالی که مسئول فینال شریف تیماسپول بود. تیم او سه بار قهرمان مسابقات ملی مولداوی شد (۲۰۰۶ / ۰۵–۲۰۰۶ / ۰۷)، مسابقات جام ملت‌ها در سال ۲۰۰۶ و جام سوپرجام مولداوی در سال ۲۰۰۵ بود.

### باشگاه فوتبال کارپاتی لووف
او سبک جدیدی از بازی را برای تیم خود در باشگاه کارپاتی لووف به ارمغان آورد، از جمله استفاده از یک فرم ۴-۳-۳ که به جای شکل مورد علاقه‌اش ۴-۴-۲ است. در پایان فصل ۲۰۰۸–۰۹، Karpaty در این فصل در وسط لیگ در ۹ نقطه به پایان رسید. کنونوف در فصل آینده از موفقیت بیشتری برخوردار بود، هدایت کارپاته به ۸ امتیاز در جام حذفی اوکراین که در آن توسط Finalist Finist Metalurh دونتسک حذف شدند. آنها همچنین پنجمین بازی خود را در لیگ به پایان رساندند و از این رو برای لیگ اروپا در سالهای ۲۰۱۰–۱۱ واجد شرایط لیگ اروپا شدند، جایی که بعد از اینکه Galatasaray را در دور حذفی پخش کرد، در گروه ۱ با ۱ امتیاز به پایان رسید.

### کراسنودار
او در اوایل سال ۲۰۱۳–۱۴ لیگ برتر انگلیس سرپرستی FC Krasnodar را به عهده گرفت و آنها را برای اولین بار در تاریخ خود به اروپا هدایت کرد و در رده پنجم لیگ و واجد شرایط برای لیگ اروپا ۲۰۱۴–۱۵ قرار گرفت. در فصل ۲۰۱۴–۱۵، آنها در میان دیگر بازیکنان Real Sociedad در لیگ برتر لیگ اروپا شکست خوردند و به مرحله گروهی پیشرفت کردند. آنها برای مرحله حذفی واجد شرایط نبودند. در نیمه نهایی مسابقات لیگ برتر انگلیس ۲۰۱۴–۲۰۱۵، آنها در رتبه دوم قرار گرفتند. او در ۱۳ سپتامبر ۲۰۱۶ از سمت کراسنودار خود استعفا داد.

### آرسنال تولا
او در ۱ ژوئن ۲۰۱۸ با باشگاه آرسنال تولا امضا کرد.

### اسپارتاک مسکو
او از ۱۲ نوامبر ۲۰۱۸ با رضایت دو جانبه آرسنال را ترک کرد و تا پایان فصل ۲۰۱۸–۱۹ با اسپارتاک اسپانیا امضا کرده‌است.

## افتخارات
به عنوان مربی
سواستوپول
- اول لیگ اوکراین (۱): ۲۰۱۲–۱۳

کراسنودار
- سومین جایزه لیگ برتر فوتبال روسیه ۲۰۱۴–۱۵